# 袁乃晨
袁乃晨（1919年12月—2015年10月5日），河北雄县人，中国电影导演、演员，被誉为“新中国译制片之父”。导演代表作有《悬崖》、《两家人》、《蝶恋花》等。2008年获中国电影金鸡奖终身成就奖。